# Мунконова, Надежда Михайловна
Мунко́нова Наде́жда Миха́йловна ― российская бурятская театральная актриса, Заслуженная артистка Республики Бурятия, Народная артистка Республики Бурятия (2021), актриса Бурятского театра драмы имени Х. Н. Намсараева.

## Биография
Родилась 7 августа 1980 года в городе Улан-Удэ, Бурятская АССР, РСФСР.
В 1997 году поступила в Восточно-Сибирскую государственную академию культуры и искусств, которую успешно окончила в 2002 году. С того же года и по сей день служит в Бурятском театре драмы имени Хоца Намсараева. В 2002 году в постановке «Улейские девушки», который был показан на Всемирной театральной олимпиаде в Москве, она исполнила одну из главных ролей в спектакле — Дүүхэй, шаманки. Спектакль был показан на фестивалях и гастролях в Бресте, Каннах (Франция), Монголии, в театре Наций в Москве, Иркутске, Чите.
В первые годы в театре также сыграла такие роли, как: служанка Бумаа в спектакле «Живая свеча» Доржи Сультимова, Белоснежка («Белоснежка и семь гномов»_, Абжаа-Удаган («На стыке веков» Геннадия Башкуева), Яна («Танцующий призрак» по пьесе Г. Башкуева), Ирина («Утиная охота» Александра Вампилова).
В 2003 году успешно сыграла главную роль Нины Заречной в спектакле А. П. Чехова «Чайка». На новую ступень профессионального роста актрисы встала за время работы над главной ролью Полли Пичем в новом спектакле по пьесе Бертольда Брехта «Трёхгрошовая опера». Её игру в этом спектакле высоко оценили театральные критики на V Межрегиональном театральном фестивале «Сибирский транзит» в 2005 году в Красноярске.
Надежда Мунконова сыграла ведущие роли в двух оригинальных спектакля по произведениям бурятских драматургов — это «С. С. С. Р. — Союз солдатских сердечных ран» Г. Башкуева и «Япон Долгор» Б. Эрдынеева, которые были подготовлены к 60-летию Победы. Также сыграла главную роль в пьеса «Турандот» (Карло Гоцци) в постановке Олега Юмова. Также актриса снялась и в кино, исполнив роль сестры Боорчу Сэлмэг в фильме «Первый нукер Чингисхана» в 2005 году.
Приняла участие в I Республиканском песенном конкурсе «Поют драматические актёры», где вместе с ансамблем заняла почётное второе место. Надежда выступает как ведущая на всевозможных театральных программах, одинаково хорошо поёт, как на бурятском, так и на других языках; владеет разными манерами исполнения народного, классического и эстрадного пения.
За большой вклад в развитие бурятского театрального искусства Надежда Михайловна Мунконова была удостоена почётных званий «Заслуженная артистка Республики Бурятия» и «Народная артистка Республики Бурятия» (2021).

## Театральные роли
- 2019 ― эпос «Аламжи Мэргэн»/ «Аламжи» — Налим
- 2019 ― эпос «Үншэн сагаан ботогон. Верблюжонок» — Эхэнэр
- 2018 ― Л. Баффи «Бонобо» — Жаргалма
- 2018 ― по произведениям Сетона-Томпсона, Джека Лондона, Антона Чехова, Гавриила Троепольского/«Собачьи истории» — регистраторша, злая тётка
- 2018 ― С. Жамбалов «Алдар. 9 секунд» — мать
- 2017 ― В. Митыпов «Долина бессмертников»/«Хүлэр түмэрэй амисхал» — мать Модэ, стражник
- 2017 ― Я. Пулинович «Земля Эльзы»/«Оройтоһон дуранай охин» — Изабелла
- 2016 ― В. Распутин «Прощание с Матёрой» / «Полёт. Бильчирская история» — сельчанка
- 2016 ― Ф. Достоевский «Игрок» — Бланш
- 2015 ― В. Шекпир «Ромео и Джульетта» — Леди Капулетти
- 2014 ― В. Басаа, С. Жамбалов "Ветер минувших времён — Сырен-Дулма
- 2014 ― Ч. Айтматов «Манкурт» — женщина
- 2014 ― Р. Киплинг «Маугли» — Багира
- 2014 ― Б. Сигарев по Ги де Мопассану «Пышка» — Графиня де Бревиль
- 2013 ― Ю. Алесин «Золушка» — Фея
- 2013 ― И. Друце «Птицы нашей молодости» — Бадарма
- 2012 ― Е. Шварц «Голый король» — гувернантка
- 2012 ― Б. Ширибазаров «Сострадание» — народ
- 2012 ― Я. Сэйити «Гротески Хокусая» — О-Нао
- 2012 ― К. Гоцци «Турандот» — Турандот
- 2011 ― Ц. Шагжин «Будамшуу» — Соёлма.
- 2011 ― Г. Башкуев «Стреноженный век» — Ямаахан
- 2009 ― Э. де Филиппо «Женщина не знавшая слёз» — Диана
- 2009 ― А.Вязниковцев, С.Бальжанов «Путь к просветлению» — Янжима
- 2008 ― А. Линдгрен «Малыш и Карлсон» — Фрёкен Бок (ввод)
- 2008 ― Г. Башкуев, Б.Дондоков «Танец орла» — Туяна
- 2007 ― Э. Жалцанов «По следу снежного барса» — Мать-Олениха
- 2010 ― Цао Юй «Гроза» — Фань И
- 2007 ― В. Шекспир «Максар. Шуһата тала» — дунда золиг
- 2006 ― А.Вампилов «Утиная охота» — Валерия
- 2006 ― С.и Э. Жамбаловы «Улейские девушки» — невеста
- 2005 ― Г.Башкуев «Али Баба, 40 разбойников и 1 учёный попугай» — Раджана
- 2005 ― Д. Эрдынеев «Бальжин хатан» — Бальжин хатан
- 2005 ― Б. Эрдынеев «Япон Долгор» — переводчица
- 2005 ― Г. Башкуев «С.С.С.Р.» — Ирина
- 2005 ― Б. Брехт «Трёхгрошовая опера» — Полли Пичем
- 2004 ― В. Массальский «Буратино» — Мальвина
- 2004 ― А. Лыгденов «Зүрхэн шулуун»
- 2003 ― Б. Гаврилов «Чингисхан» — Хулан хатан
- 2003 ― Л. Успенский «Белоснежка и семь гномов» — Белоснежка
- 2003 ― Сультимов «Амиды зула» — Бумаа
- 2003 ― Г. Башкуев «На стыке веков» -
- 2002 ― А. Чехов «Чайка» — Нина Заречная
- 2002 ― В.Шекспир «Гамлет» — Офелия
- 2002 ― М. Горький «Васса Железнова» — Людмила
- 2001 ― Г. Башкуев «Танцующий призрак» — Яна
- 2000 ― С.и Э. Жамбаловы «Улейские девушки» — шаманка

## Роли в кино
- 2024 — «9 секунд» — Билигма, мама Алдара